# Марево (Фоча-Устиколина)
Марево је насељено мјесто у општини Фоча, Федерација Босне и Херцеговине, Босна и Херцеговина.

## Становништво
|             | 2013.      | 1991.         | 1981.         | 1971.         |
| Укупно      | 0 (0,000%) | 209 (100,0%)  | 383 (100,0%)  | 394 (100,0%)  |
| Бошњаци     | –          | 196 (93,78%)1 | 365 (95,30%)1 | 369 (93,65%)1 |
| Срби        | –          | 12 (5,742%)   | 17 (4,439%)   | 23 (5,838%)   |
| Остали      | –          | 1 (0,478%)    | –             | 1 (0,254%)    |
| Југословени | –          | –             | 1 (0,261%)    | 1 (0,254%)    |

1. 1 На пописима од 1971. до 1991. Бошњаци су пописивани углавном као Муслимани.